# Панайот Щерев
Панайот Щерев е български учен, експерт в областта на аграрната икономика.
Роден е на 9 март 1933 г. в село Хамзалар, Добричко. Завършва Висшия селскостопански институт „Георги Димитров“ в София през 1964 г. Още като студент през 1960 г. започва работа като агроном в Добруджанския земеделски институт в Генерал Тошево. По-късно е директор на Експерименталната база на института.
След спечелен конкурс през 1971 г. Щерев е назначен за научен сътрудник по икономика на селското стопанство. През 1979 г. защитава дисертация за научна степен „кандидат на науките“, а през 1991 г. след разработване на хабилитационен труд е избран за старши научен сътрудник I ст. по икономика на селското стопанство.
Щерев е автор на десетки публикации, прогнози и концепции в тясната му област – икономика на пшеничното производство. Автор е и на 2 учебника.
От 1985 до 1991 г. Щерев е научен секретар на Добруджанския институт. През 1986 г. е назначен за заместник-директор на Висшата школа за повишаване на квалификацията на кадрите по икономика и управление на селското стопанство. През 1993 г. Щерев става преподавател в катедра „Аграрна икономика“ на Икономическия университет във Варна, а през 1995 г. е избран за редовен професор в същата катедра.
Щерев е член на множество обществени, експертни и редакционни съвети, а през периода 1994 – 2000 г. е председател на клон Добрич на Съюза на учените в България.